# التدخل المصري في الحرب الأهلية الليبية الثانية
كان التدخل المصري في ليبيا كبيرًا منذ بداية الحرب الأهلية. بدأ التدخل بعد أن أصدر تنظيم الدولة الإسلامية في العراق والشام (داعش) مقطع فيديو لقطع رؤوس 21 مصريًا في 12 فبراير 2014. عقب ذلك، شنت مصر غارات جوية في 16 فبراير من نفس العام. بعد ذلك الحادث، أصبحت مصر منخرطة بشكل متزايد في السياسة الداخلية الليبية.

## الجدول الزمني

### 2014
في 12 فبراير 2014، أصدر تنظيم الدولة الإسلامية في العراق والشام مقطع فيديو للجماعة تقطع رؤوس الأقباط المسيحيين، وجميعهم مصريون. شنت مصر، إلى جانب حكومة طبرق، غارات جوية في 15 و16 فبراير في شرق ليبيا ردًا على قطع الرؤوس. في وقت لاحق من ذلك العام، في 19 يوليو، قُتل ما لا يقل عن 21 جنديًا مصريًا بالقرب من الحدود الليبية على يد جماعة إسلامية.

### 2018
نفذت مصر والإمارات عدة غارات جوية في درنة في مايو ويونيو وسبتمبر ضد تنظيم الدولة الإسلامية. ومع ذلك، أصدرت ليبيان إكسبريس مقطع فيديو يزعم أن الجنود المصريين كانوا في خط المواجهة إلى جانب الجيش الوطني الليبي.

### 2019
في 5 أبريل، أعربت مصر عن قلقها العميق إزاء حملة عسكرية على طرابلس وحثت جميع الأطراف على تجنب التصعيد. كما أعلنت مصر التزامها بجهود الأمم المتحدة لإيجاد حل سياسي للأزمة الليبية، مضيفة أن الحل السياسي هو الخيار الوحيد. في 9 أبريل، أعربت مصر عن دعمها للجيش الوطني الليبي وخططه لتفكيك جميع الميليشيات المتبقية، وحذرت أيضًا من التدخل الأجنبي في الصراع. في 14 أبريل، التقى الرئيس المصري، عبد الفتاح السيسي، مع المشير خليفة حفتر في القاهرة وأعلن دعمه لجهود مكافحة الإرهاب التي يبذلها الجيش الوطني الليبي، مشيرًا إلى أن «مكافحة الإرهاب ستؤدي لإقامة دولة مدنية مستقرة وذات سيادة، وستبدأ إعادة إعمار ليبيا في مختلف المجالات».

### 2020
في 5 يوليو، قصفت طائرات حربية مصرية مكانا زُعم أن تركيا كانت تبني فيه قاعدة عسكرية.
في 19 يوليو، وجه الرئيس المصري تهديدات علنية إلى حكومة الوفاق الوطني مفادها أن مصر ستنشر قواتً عسكرية إذا تم الاستيلاء على سرت، وهو ما اعتبرته حكومة الوفاق الوطني إعلان حرب. في اليوم التالي، نشرت مصر عددًا غير معلوم من القوات في ليبيا. يقول العديد من السياسيين والمصادر الإخبارية إن هذا كان بسبب التدخل العسكري التركي في ليبيا منذ أوائل عام 2020.